# Dendrodoris caesia
Dendrodoris caesia is een slakkensoort uit de familie van de Dendrodorididae. De wetenschappelijke naam van de soort is voor het eerst geldig gepubliceerd in 1907 door Bergh.